# Gir-um-bit-Nationalpark
Der Gir-um-bit-Nationalpark ist ein Nationalpark im Osten des australischen Bundesstaates New South Wales, etwa 30 Kilometer nordöstlich von Newcastle.
Der Park umfasst drei kleinere Küstenabschnitte an der Little Swan Bay, der Big Swan Bay und im Ästuar des Karuah River gegenüber Soldiers Point sowie zwei Inseln in der Little Swan Bay. Dort werden typische subtropische Küstenlandschaften, zum Beispiel mit Mangroven geschützt. Die Salzwasserfeuchtgebiete sind auch Zufluchtsort für Zugvögel und Lebensraum für einheimische Wasservögel.